# Volksbank Magdeburg
Die Volksbank Magdeburg eG ist eine deutsche Genossenschaftsbank mit Sitz in der sachsen-anhaltischen Landeshauptstadt Magdeburg.

## Geschichte
In Magdeburg wurde am 27. März 1916 die „Genossenschaft Magdeburger Hausbesitzer zur Beschaffung und Sicherung von Hypotheken eGmbH“ gegründet. Am 18. September 1916 erfolgte die Eintragung in das Genossenschaftsregister unter der Nummer „8Gen.R.106“. In ihrer Geschichte wurde die Bank mehrmals umbenannt und durch Verschmelzungen mit anderen Genossenschaftsbanken erweitert.

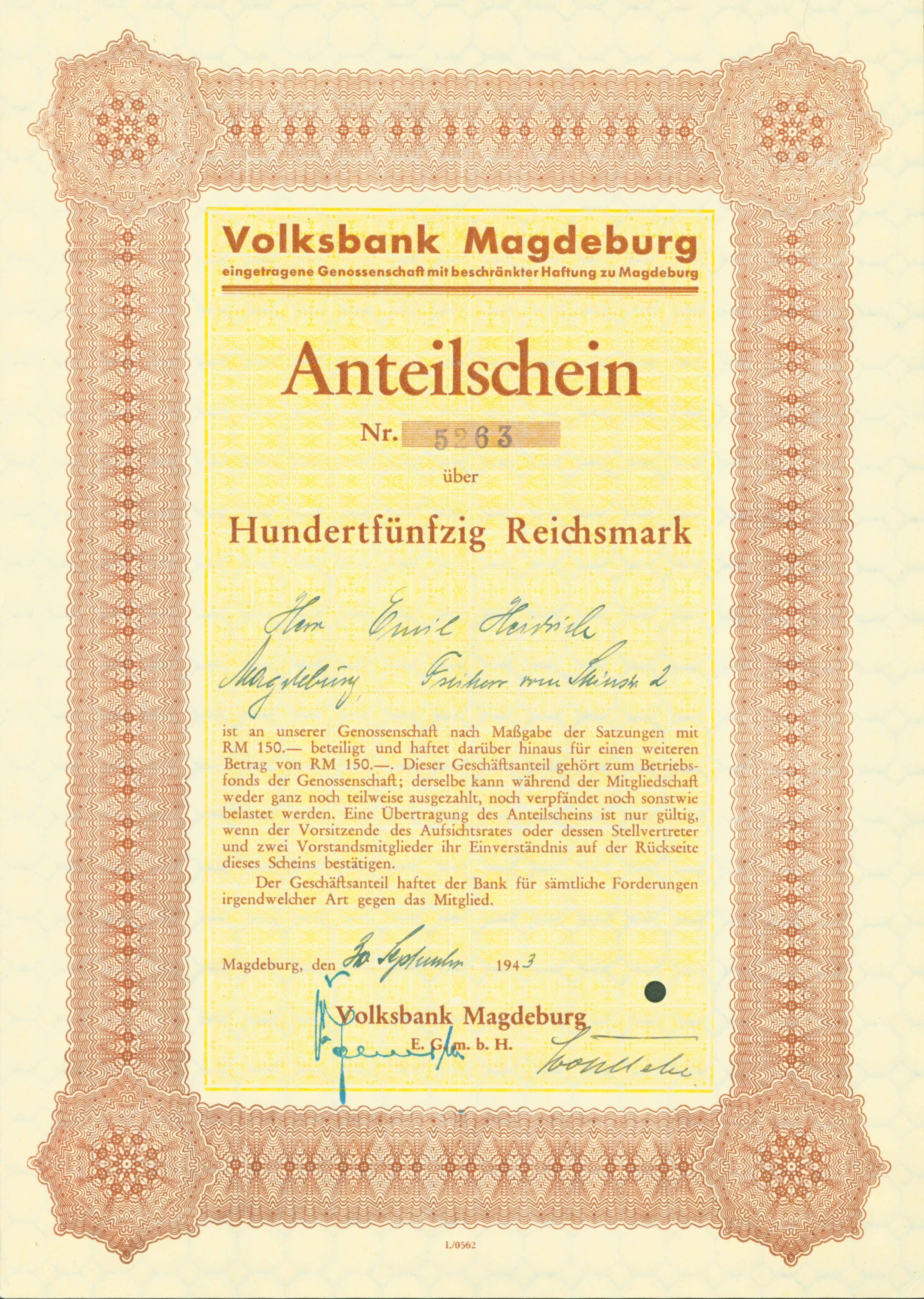
Anteilschein über 150 RM der Volksbank Magdeburg eGmbH vom 30. September 1943

Ab 1925 firmierte sie als Bank für Handel und Grundbesitz Magdeburg eGmbH, ab 1941 als Volksbank Magdeburg eGmbH und ab 1946 als Bank für Handwerk und Gewerbe Magdeburg eGmbH. 1965 erfolgte eine Verschmelzung mit der Bank für Handwerk und Gewerbe eGmbH Niederndodeleben mit dem Sitz in Niederndodeleben. 1970 war die Umbenennung in Genossenschaftsbank für Handwerk und Gewerbe Magdeburg, 1974 in Genossenschaftskasse für Handwerk und Gewerbe in der DDR, Magdeburg und schließlich 1990 in Volksbank Magdeburg eG. 1991 erfolgte eine Übernahme von Kunden und Mitarbeitern der DG-Bank Magdeburg. 1992 kam es zur Verschmelzung mit der Raiffeisenbank Magdeburg eG mit dem Sitz ebenfalls in Magdeburg und 1999 mit der Raiffeisen-Volksbank Schönebeck eG mit dem Sitz in Schönebeck. Anlässlich ihres 90-jährigen Bestehens hat die Volksbank Magdeburg im Jahr 2006 eine Chronik aufgelegt. Zum 100. Geburtstag wurde die Chronik im Jahr 2016 erweitert und in einem gebundenen Buch herausgegeben.

## Rechtsverhältnisse
Die Volksbank Magdeburg eG ist im Genossenschaftsregister beim Amtsgericht Stendal unter GnR 2162 eingetragen.

## Organisationsstruktur
Rechtsgrundlagen sind das Genossenschaftsgesetz und die durch die Vertreterversammlung beschlossene Satzung. Organe der Bank sind der Vorstand, der Aufsichtsrat und die Vertreterversammlung.

## Sicherungseinrichtung
Die Volksbank Magdeburg eG ist der amtlich anerkannten Sicherungseinrichtung des Bundesverbandes der Deutschen Volksbanken und Raiffeisenbanken GmbH und der zusätzlichen freiwilligen Sicherungseinrichtung des Bundesverbandes der Deutschen Volksbanken und Raiffeisenbanken e.V. angeschlossen.

## Geschäftsausrichtung
Die Volksbank Magdeburg eG betreibt das Universalbankgeschäft. Zu ihren Kerngeschäftsfeldern gehören die Durchführung des Zahlungsverkehrs, gewerbliche und private Finanzierungen, die Geld- und Vermögensanlage, die Zukunftsvorsorge sowie die Vermittlung von genossenschaftlichen Finanzdienstleistungen. Traditionell fühlt sich die Volksbank Magdeburg dem Mittelstand verbunden, da Volksbanken und Raiffeisenbanken als Selbsthilfe-Einrichtungen mittelständischer Unternehmer entstanden. Im Verbundgeschäft arbeitet sie mit der DZ Bank, R+V Versicherung, Bausparkasse Schwäbisch Hall, Teambank, VR Smart Finanz, DZ Hyp und der Union Investment zusammen.

## Geschäftsgebiet
Das Geschäftsgebiet umfasst Magdeburg und das Umland von Schönebeck (Elbe) im Salzlandkreis und von Wolmirstedt im Landkreis Börde.
An diesen Orten betreibt die Bank Filialen:
- Magdeburg (Hauptstelle, jur. Sitz + 4 SB-Geschäftsstellen)
- Schönebeck (Geschäftsstelle)
- Wolmirstedt (Geschäftsstelle)
- Calbe (Saale) (SB-Geschäftsstelle)
- Irxleben (SB-Geschäftsstelle)